# Генріх Барельманн
Генріх Барельманн (нім. Heinrich Barelmann; 11 травня 1879, Ольденбург — 27 червня 1962, Ольденбург) — німецький інженер і військовий чиновник, міністерський диригент люфтваффе.

## Біографія
В 1899/1904 роках навчався на інженера-будівельника у Вищому технічному училищі Брауншвейга. З 12 січня 1905 року перебував на державній службі як будівельний чиновник. З 28 грудня 1910 по 31 грудня 1915 року працював на імперських верфях Вільгельмсгафена, з 1 січня 1917 по 7 грудня 1919 року — в будівельному управлінні ВМС в Ольденбурзі. В 1919 році вступив в Німецьку національну народну партію. 23 грудня 1924 року вийшов у відставку. 1 травня 1933 року вступив у НСДАП (квиток №2 855 828). З 1 квітня 1925 року працював повіреним будівельної фірми в Ольденбурзі.
16 липня 1915 року вступив в люфтваффе і був призначений директором відділу Імперського міністерства авіації.  З 17 серпня 1939 року — начальник відділу LD 7 (технічні предмети) будівельної групи адміністративного управління ВПС Імперського міністерства авіації. 15 травня 1944 року остаточно вийшов у відставку.

## Звання
- Урядовий будівельний керівник (24 січня 1905)
- Урядовий будівельний майстер (1 листопада 1909)
- Портовий будівельний майстер ВМС (1 квітня 1913)
- Урядовий будівельний радник (1 квітня 1920)
- Старший урядовий будівельний радник (1 січня 1936)
- Міністерський радник (1 липня 1936)
- Міністерський диригент (1 липня 1942)

## Нагороди
- Залізний хрест 2-го класу для некомбатантів
- Хрест «За військові заслуги» (Австро-Угорщина) 3-го класу з військовою відзнакою
- Почесний хрест ветерана війни з мечами
- Медаль «За вислугу років у Вермахті» 4-го класу (4 роки; 2 жовтня 1936)
- Застібка до Залізного хреста 2-го класу
- Медаль «За вислугу років у НСДАП» в бронзі (10 років)